# Вулиця Вернигори (Львів)
Ву́лиця Верни́гори — вулиця у Залізничному районі міста Львова. Пролягає від вулиці Голубовича на північ у напрямку вулиці Олени Степанівни, завершується глухим кутом. Прилучається вулиця Декарта.

## Історія
Вулиця утворена у 1920 році та отримала назву — Декерта бічна наліво, бо була бічною вулиці Декерта (нині — вул. Декарта). У 1934 році отримала сучасну назву — вулиця Вернигори, на згадку про міфологічного героя в українській та польській культурі, віщого старця-козака з Правобережної України Мусія Вернигори.

## Забудова
Вулиця Вернигори забудована одно-, дво- та триповерховими будинками у стилях класицизму, сецесії і конструктивізму, а також присутня сучасна забудова 2000-х років.
№ 7 — двоповерховий будинок збудований у стилі польського конструктивізму 1930-х років. Нині в будинку міститься Державний комунальний дошкільний навчальний заклад освіти компенсуючого типу (для дітей з вадами мови) № 23.
№ 23 — одноповерховий житловий будинок садибного типу. На місці цього будинку будівельною компанією «Аурбуд» на замовлення фізичних осіб Король С. І. та Древняк І. У. споруджений п'ятиповерховий житловий будинок на 12 квартир. Новозбудований будинок введений в експлуатацію у IV кварталі 2021 року.
З непарного боку вулиці Вернигори при перехресті вулицею Декарта розташований дитячий майданчик, реконструйований у 2016—2017 роках.
№ 28 — триповерховий житловий будинок. На першому поверсі будинку за радянських часів містилося ательє мод 2-го розряду № 4.